# Dānqarlū
Dānqarlū (persiska: دانقرلو, دانقَرالو, Dānqarālū) är en ort i Iran.   Den ligger i provinsen Västazarbaijan, i den nordvästra delen av landet, 600 km väster om huvudstaden Teheran. Dānqarlū ligger 1 293 meter över havet och antalet invånare är 208.
Terrängen runt Dānqarlū är platt, och sluttar österut.Runt Dānqarlū är det ganska tätbefolkat, med 185 invånare per kvadratkilometer. Närmaste större samhälle är Urmia, 18,0 km söder om Dānqarlū. Trakten runt Dānqarlū består till största delen av jordbruksmark.